# 中央政法干部学校
中央政法干部学校是1951年成立的学校。中央人民政府政务院政治法律委员会直接领导。校长彭真。

## 历史
中华人民共和国成立后，基层政法干部队伍，包含了县(市)长在内的民政科长、公安局长、法院院长(或者司法科长)、检察长等“五长”，大都是经历革命战争考验，但缺乏依法行政、司法的理论。并且基层政法领导干部严重短缺。截止1951年7月，全国还有四分之一的县未设法院（以司法科代替）；2200多个县市中，只有300个县市有检察署，80多个县公安机关无主要负责人。中央人民政府主席毛泽东向政务院提出要求：“轮训县(市)长和地县两级的公安、检察、司法(或法院)、民政等五长以及训练部分政法师资。其目的是，为了每个县(市)培养三个到五个明白人。”1951年7月20号政务院第94次政务会议上批准了政务院政法委员会拟定的《关于筹建中央政法干部学校的方案》。任务是：“是抽调训练县(市)行政工作和司法工作干部,并培养一部分政法教育工作的师资,以便取得教学内容和教学方法的经验,推动与协助各地对政法干部训练工作的开展。”1951年7月23日政务院政务会议作出了创办中央政治法律干部学校的决议。
- 校长：政务院政治法律委员会副主任彭真
- 副校长：内务部部长谢觉哉、公安部部长罗瑞卿、司法部部长史良、最高人民法院院长沈钧儒、中央马列主义学院院长杨献珍、政务院政法委办公室副主任陶希晋、政治学家张奚若、人民日报社社长吴冷西等
- 校务委员会委员：吴玉章、谭平山、许德珩、曾昭伦、陈垣、艾思奇等
- 教务长陶希晋(兼)
- 副教务长：毛铎、陈传刚、陈守一
- 苏联专家顾问：苏达里可夫，主讲国家与法理论
- 5个教研室，教师76人
- 校部办公室
- 组织处
- 教务处
- 行政处
- 学员一部(初期称研究班）：培训县处级干部
- 学员二部(普通班）：培训县科级、院长级干部
  - 民政系
  - 司法系
  - 检察系
  - 军法系
- 师资班
- 东北分校
- 西北分校
- 中南分校

1952年1月8日第一期开学。学制一年。分设了八个教学班：一班是县(市)长班，二班是民政科长班，三班是县公安局长班，四班是军保、军检、军法班，五班是司法科长班，六班是法院院长班，七班是检察长班，八班是师资班（捎带也培养各大院校中有培养前途的教职人员。北大法律系推荐了3名副教授到中央政法干校第一期学习：潘汉典、楼邦彦、龚祥瑞）。教务处按照文化水平把学员分为三组，一组是工农出身、具有小学文化水平的干部；一组是具有中学以上文化水平的干部；还有就是大学政法教育工作者。第一期学员毕业的时候，毛泽东、刘少奇、公安部部长罗瑞卿、司法部部长史良、最高人民法院院长沈均儒等中央领导都参加了毕业典礼，并在中南海合影留念。
1954年9月，政务院撤消，学校改由高教部接管。1952年至1956年中央政法干校办了五期，培训了近7000名县团级政法干部，轮训了150多名的省部级政法领导干部。
1956年4月5日学校由司法部领导。1956年11月毛铎为校长。冷楚、徐平、谢飞为副校长。1958年停办。
1959年3月，中共中央批准中央政法小组报告，决定中央人民公安学院并入中央政法干部学校。文革初期，校长石磊，政治部主任苏玫。1969年学校停办。
1978年学校恢复招生。1982年，中央人民公安学院从中央政法干部学校独立出去。1983年5月7日中国政法大学成立，以中央政法干校为基础成立了中国政法大学进修学院。后沿革为中央政法管理干部学院。